# Prix littéraire Desjardins
Le prix littéraire Desjardins est un ancien prix littéraire québécois qui a été créé en 1993 par le Salon international du livre de Québec. Ce prix était attribué à l'auteur d'un premier ou deuxième livre dans plusieurs formes littéraires différentes. 
Il a été remis pour la dernière fois en 1996.

## Historique
Le prix de la nouvelle était la continuation du prix littéraire Adrienne-Choquette, qui a par la suite été réinstitué en 2000. Le prix de poésie, pour sa part, était la continuation du prix Octave-Crémazie.

## Lauréats, catégorieessai
- 1993 - Aucun lauréat
- 1994 - Mathieu-Robert Sauvé - Le Québec à l'âge ingrat
- 1995 - Clément Olivier - L'Amour assassin
- 1996 - Pierre Falardeau - La Liberté n'est pas une marque de yogourt

## Lauréats, catégorie littérature jeunesse
- 1993 - Raymond Plante - Les Dents de la poule
- 1994 - Linda Brousseau - Marélie de la Mer
- 1995 - Jean-Pierre Davidts - Les Contes du chat gris
- 1996 - Hélène Vachon - Le Plus Proche Voisin

## Lauréats, catégorie nouvelle
- 1993 - Bertrand Bergeron - Visa pour le réel
- 1994 - Esther Croft - Au commencement était le froid
- 1995 - Danielle Dussault - L'Alcool froid
- 1996 - Françoise Tremblay -L'Office des ténèbres

## Lauréats, catégorie poésie
- 1993 - Jean Boisvert - Cette indéfinissable poètrique
- 1994 - Martin-Pierre Tremblay - Le Plus Petit Désert
- 1995 - Marc André Brouillette - Carnets de Brigance
- 1996 - David Cantin - L'Éloignement

## Lauréats, catégorie roman
- 1993 - Jacques Desautels - Le Quatrième roi mage
- 1994 - Monique Proulx - Homme invisible à la fenêtre
- 1995 - Sergio Kokis - Le Pavillon des miroirs
- 1996 - Isabelle Poissant - La Fabrication d'un meurtrier